# ثارالله (دهلران)
ثارالله، روستایی در دهستان دشت عباس بخش دشت عباس شهرستان دهلران در استان ایلام ایران است.

## پیشینه نام
چشمه گتاره یا کتاره از توابع موسیان و دهلران محل سکونت امرعلی گتاره از طایفه زیدعلی بیرانوند بوده است . بدلیل تنشی که با حکومت وقت (قاجار) داشته از ایل وتبار خود جدا شده و در آنجا سکنا گزیده است (به همین دلیل این منطقه را گتاره یا کتاره نامیده اند.) وی با روی کار آمدن حکومت پهلوی با پیوستن به ایل تبار خود این منطقه را ترک وبه هرو نقل مکان میکند.

## جمعیت
بر پایه سرشماری عمومی نفوس و مسکن در سال ۱۳۹۵، جمعیت این روستا برابر با ۴۷۰ نفر (۱۰۴ خانوار) بوده‌است.